# 丹尼爾·拜爾
丹尼爾·拜爾（Daniel Baier）是德國的一位足球運動員。在場上司職中場。曾效力于德甲球隊奧格斯堡。他也代表德國U18國家足球隊參賽。現時已退役。